# Siège de Mafeking
Seconde guerre des Boers
Batailles
Raid Jameson (décembre 1895 - janvier 1896)
- Doornkop

Front ouest (octobre 1899 - juin 1900)
- Kraaipan
- Belmont
- Graspan
- Modder River
- Stormberg
- Magersfontein
- Kimberley
- Paardeberg
- Poplar Grove
- Driefontein
- Sand River
- Mafeking
- Doornkop
- Biddulphsberg
- Lindley
- Diamond Hill

Front est (octobre 1899 - août 1900)
- Talana Hill
- Elandslaagte
- Rietfontein
- Bataille de Ladysmith
- Colenso
- Spion Kop
- Vaal Krantz
- Siège de Ladysmith
- Libération de Ladysmith
- Bergendal

Raids et guérillas (mars 1900 - mai 1902)
- Sanna's Post
- Mostertshoek
- Jammerbergdrift
- Roodewal
- Bothaville
- Leliefontein
- Nooitgedacht
- Vlakfontein
- Groenkloof
- Elands River
- Bloedrivier Poort
- Bakenlaagte
- Groenkop
- Tweebosch
- Rooiwal

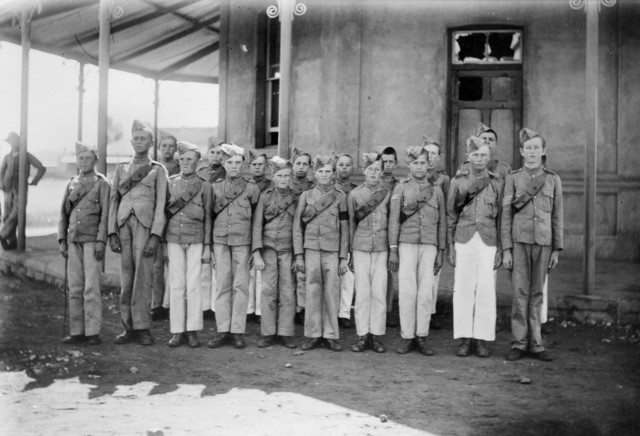
Cadets de Mafeking

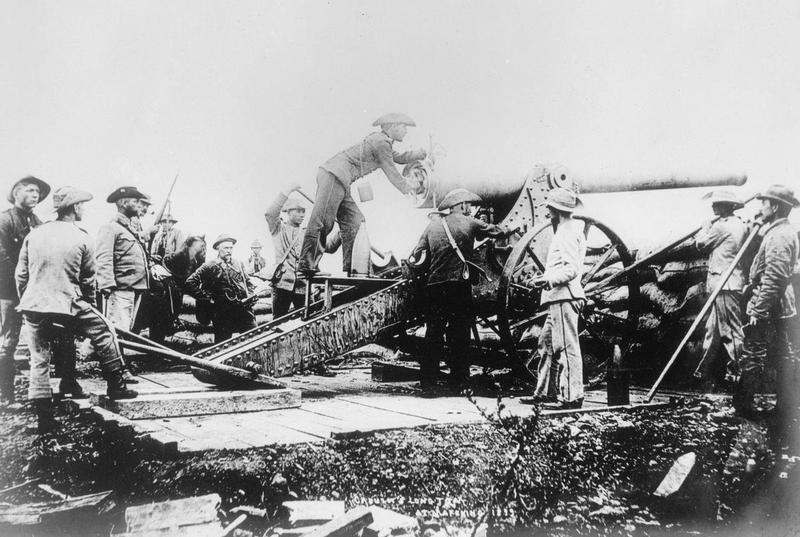
Le canon boer 'Long Tom' en action au cours du siège

Le siège de Mafeking par 3 000 soldats boers du 13 octobre 1899 au 17 mai 1900 fut un des épisodes de la seconde guerre des Boers.
Les Boers étaient des fermiers d'origine néerlandaise, allemande et française qui avaient fondé deux républiques indépendantes dans le sud de l’Afrique, la république sud-africaine du Transvaal et l'État libre d'Orange. Leur objectif était de préserver leur indépendance respective des tentatives d'annexion par la Couronne britannique à la colonie du Cap.
Par ailleurs, le siège eut pour conséquence secondaire la création du scoutisme sous l’égide du colonel Baden-Powell.

## L’épisode militaire

### Prélude
Peu après le déclenchement de la seconde guerre des Boers en septembre 1899, Lord Wolseley, le commandant en chef de l'armée britannique, qui n'avait pu convaincre le gouvernement d'envoyer des troupes dans la région, envoya à la place le colonel (plus tard Lord) Baden-Powell, accompagné de quelques officiers de la colonie du Cap pour recruter des carabiniers montés en Rhodésie (actuel Zimbabwe). Leur objectif était de parer à une éventuelle invasion de la colonie du Natal (actuellement KwaZulu-Natal), évacuer les Boers des côtes pour faciliter l'arrivée des troupes britanniques, et en assurant une présence militaire, de dissuader des Boers de la colonie d'envisager des révoltes.
À l'instar du gouvernement britannique, les politiciens britanniques locaux craignaient qu'une augmentation des activités militaires ne déclenche une attaque boer. Baden-Powell instaura dès lors ses propres entrepôts, ses propres transports et recruta en secret. Avec des forces sommairement entrainées, et conscient de la supériorité numérique des Boers, de leurs tactiques de commando et de l'échec du précédent raid Jameson, Baden-Powell estima que le meilleur moyen d'affronter les Boers était la défense plutôt que l'attaque. Il choisit dès lors de défendre la ville de Mafeking,  à la localisation stratégique - à la fois proche de la frontière et sur la ligne de chemin de fer entre Bulawayo et Kimberley - et en raison de son statut de centre administratif. De même, la ville disposait de bon stocks de nourriture et biens divers.
Les forces de Mafeking comprenaient 500 hommes du Régiment du Protectorat, 300 hommes des Fusiliers du Bechuanaland - la ville était capitale du protectorat voisin depuis 1894 - ainsi que la police du Cap et 300 hommes de la ville. Un Corps des Cadets de Mafeking, des garçons âgés de 12 à 15 ans, qui inspira plus tard le mouvement du scoutisme, fut formé pour des missions de messagers. Le recrutement de ces cadets permit de réaffecter des hommes au combat et de porter le nombre d'hommes disponibles à 2 000. Bien qu'il s'agît essentiellement d'une « guerre d'hommes blancs », Baden-Powell arma également 300 Africains de fusils. Ils étaient surnommés les « Black Watch » (« sentinelles noires ») et gardaient généralement le périmètre.

### Le siège
Des travaux pour établir un périmètre de défense d'environ 10 kilomètres de long débutèrent le 19 septembre 1899. La ville devait également être équipée d'un réseau de tranchées et de postes d'artillerie. Le président Kruger de la république sud-africaine du Transvaal déclara la guerre le 12 octobre. Sous les ordres du Général Cronje, les lignes chemins de fer et télégraphe furent coupées le même jour, et le siège de la ville débuta le 13 octobre. Mafeking fut bombardée la première fois le 16 octobre après que Baden-Powell eut ignoré l'appel à la reddition lancé par Cronje pour 9 heures du matin.
Bien qu'assiégée par 8 000 Boers, la garnison tint le siège pendant 217 jours, défiant les prévisions des dirigeants des deux côtés. Une grande partie de cela est imputable aux ruses de Baden-Powell. De fausses mines terrestres furent déposées autour de la ville à la vue des Boers et leurs espions en ville, et il fut aussi demandé d'éviter des zones de barbelés (inexistants en fait) lorsqu'ils se déplaçaient dans les tranchées. Des canons et des projecteurs (improvisés à l'acétylène) étaient régulièrement déplacés dans la ville pour les rendre en apparence plus nombreux (voir Jon Latimer, Deception in War, London: John Murray, 2001, p. 32–5.) Un obusier fut construit dans les ateliers ferroviaires de la ville, et même un vieux canon (daté de 1770, gravé de façon fortuite « B.P. & Co. » sur son fut) fut remis en service. Ayant remarqué que les Boers n'avaient pas retiré les rails de chemins de fer des lignes quittant la ville, Baden-Powell avait un train blindé qu'il envoya en une attaque éclair au cœur du camp boer, qui revint tout aussi rapidement dans la ville.
Le moral de la population civile méritait également une certaine attention, et des cessez-le-feu furent négociés pour les dimanches, ce qui permit des activités sportives ou des représentations théâtrales. Des matches de cricket étaient notamment joués le dimanche. Au début, les sensibilités religieuses du Général J. P. Snyman (au commandement après le départ de Cronje) s'en trouvèrent offensées, et il menaça de faire feu si les joueurs continuaient. Snyman se ravisa et invita les Britanniques à une partie. Baden-Powell répondit qu'ils devaient d'abord terminer le match en cours, dont le score était toujours en course' !
Comme pour le siège voisin de Kimberley, les Boers estimèrent que la ville était trop bien défendue pour être directement attaquée. Le 19 novembre, 4 000 Boers furent redéployés en d'autres sites, bien que le siège et les bombardements continuassent. Inquiets de l'approche finale des Britanniques, les Boers lancèrent une dernière offensive tôt le matin du 12 mai 1900, où ils firent une percée à travers le périmètre défendu, incendiant quelques bâtiments. Ils battirent finalement en retraite.

### L'attaque boer

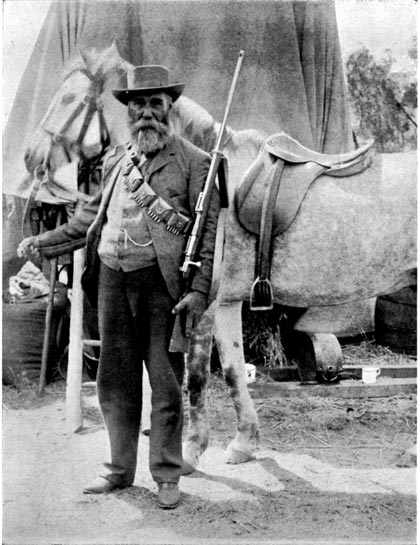
Le Général Snyman

Le 12 mai vers 4h du matin, Cornet S. Eloff déclencha avec 240 Boers un assaut sur Mafeking. Couverts par une attaque feinte contre les deux côtés de la ville, les assaillants se répartissant entre les forts de Hidden Hollow et Limestone à l'ouest des défenses. Guidés par un déserteur britannique, ils suivirent un chemin longeant la rivière Molopo à l'endroit où elle pénètre à Stadt, l'endroit de la ville où vivaient les assiégés noirs. Le groupe de Eloff déboula à Stadt sans être contré, et il mit le feu aux huttes, permettant ainsi de signaler à Snyman la progression de l'attaque. Vers 5h30, les Boers s'emparèrent des bâtiments de la police de la ville, tuèrent un homme et capturèrent le commandant en second de la garnison, le colonel C. O. Hore et 29 hommes. Eloff décrocha le téléphone relié au poste de commandement britannique et avertit Baden-Powell de son succès.
Le feu avait par ailleurs alerté les garnisons de Mafeking, qui réagirent rapidement. La Police africaine (de la tribu des Baralongs) n'était pas intervenue lors de l'attaque d'Eloff. Mais dès que les Boers progressèrent, ils coupèrent le chemin de leur retraite. Snyman, « le plus stupide et borné de tous les généraux boers de la guerre », n'envoya pas de renforts pour aider. Pendant ce temps, le réseau téléphonique de Baden-Powell lui permit d'obtenir nombre d'informations en temps utile. Depuis son quartier général, il demanda au major Alick Godley et à l'escadre B (le Régiment du protectorat) d'étouffer l'attaque, et d'envoyer l'escadre D, c'est-à-dire quelques cheminots armés et d'autres troupes. Les hommes d'Eloff se retrouvèrent rapidement isolés en trois groupes.
Avec ses deux escadres, Godley encercla d'abord un groupe de Boers coincés dans un kraal (enclos en muret de pierre) dans Stadt. Ces hommes se rendirent après une fusillade soutenue. Le second groupe fut poussé vers une colline, d'où ils purent pour la plupart s'échapper. Le troisième groupe, celui d'Eloff, tint les baraquements de la police pendant toute la journée pour finalement se rendre à la nuit. Les Britanniques comptèrent 12 morts et 8 blessés. Les Boers perdirent quant à eux 60 morts ou blessés et eurent 108 prisonniers.

## Libération

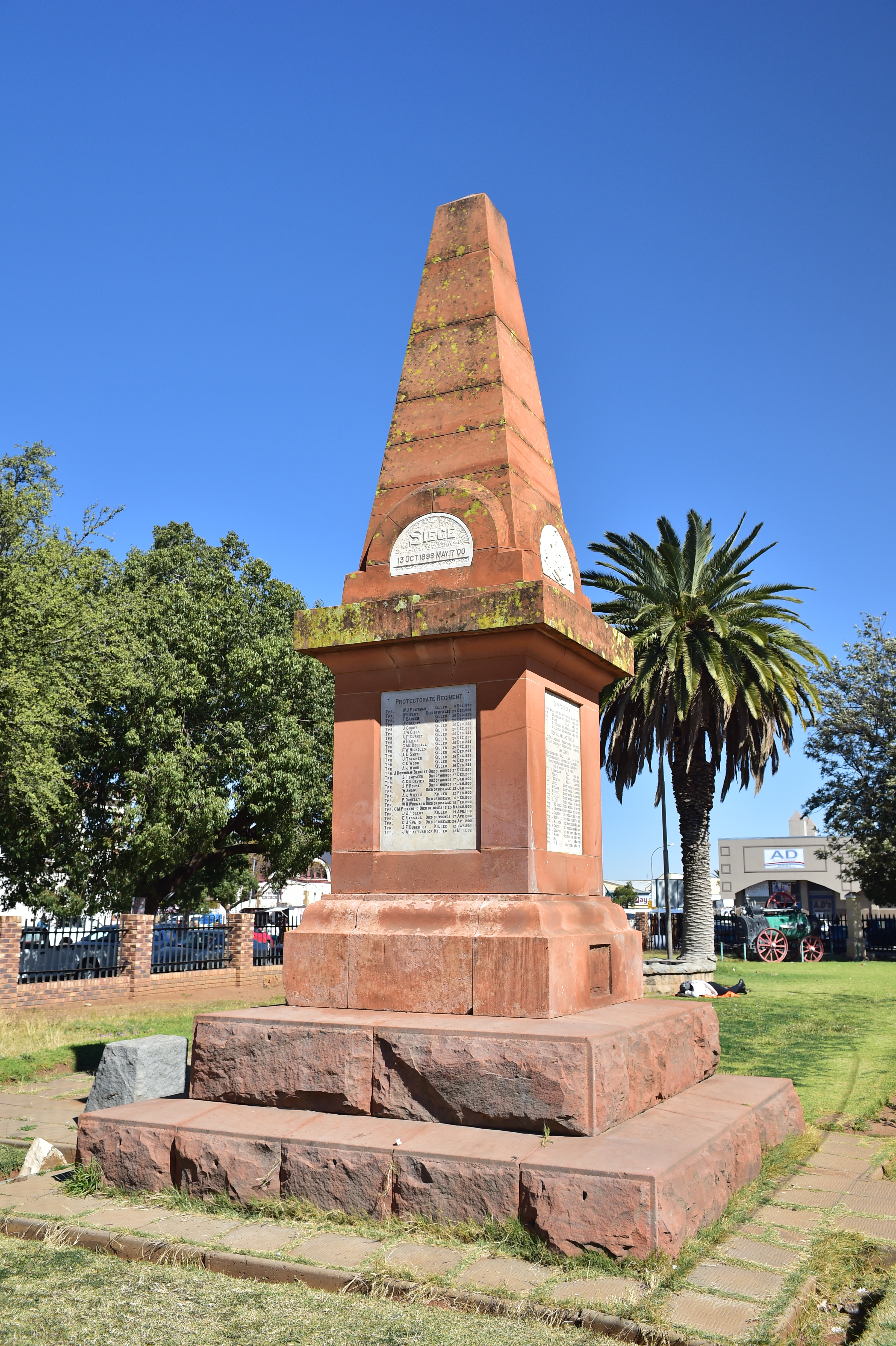
Obélisque érigé en 1904 par Lord Roberts pour rendre hommage aux soldats britanniques tués lors du siège de Mafeking

Le siège fut finalement levé le 17 mai 1900, lorsque les forces britanniques commandées par le colonel B T Mahon de l'armée de Lord Roberts libérèrent la ville après avoir bataillé ferme. Parmi les forces de libération se trouvait notamment l'un des frères de Baden-Powell, le major Baden Fletcher Smyth Baden-Powell.
Jusqu'à ce que les renforts arrivent en février 1900, la guerre se passa mal pour les Britanniques. La résistance au siège de Mafeking, et sa possible libération soulevait la sympathie en Grande-Bretagne. Il y eut d'immenses célébrations au pays lors de l'annonce de la libération de la ville ; le verbe to maffick vit le jour, signifiant « fêter de façon extravagante en public ». Promu comme le plus jeune général major de l'Armée, honoré de l'ordre du Bain, Baden-Powell fut aussi traité en héros à son retour en Grande-Bretagne.
Trois croix de Victoria furent délivrées en reconnaissance d'actes de patriotisme pendant le siège, l'une au sergent Horace Martineau (en), une autre au cavalier Horace Ramsden (en) pour leurs actions pendant une attaque des Boers sur le Fort Game Tree et une troisième au capitaine Charles FitzClarence (en) présent aussi à Game Tree et auteur de deux autres actions.
En septembre 1904, Lord Roberts inaugura un obélisque à Mafeking portant les noms de tous ceux qui étaient morts pour défendre la ville. En tout, ce sont 212 personnes qui moururent pendant le siège, et il y eut plus de 600 blessées. Mais les Boers en perdirent davantage. Le siège rendit célèbre Baden-Powell en Grande-Bretagne, et le lancement du scoutisme profita largement de la popularité de son créateur.

## La naissance du scoutisme
Dans la ville britannique frontalière assiégée, le colonel Robert Baden-Powell  réquisitionna tous les hommes valides pour leur confier un rôle militaire. Toutefois la ville essaya de vivre dans un semblant de normalité tout en étant entourée par une zone de sécurité et des réseaux de tranchées.
Pour transporter le courrier et assurer la liaison entre son poste de commandement et les avant-postes, il décida d’utiliser la fougue des jeunes garçons de Mafeking. Âgés de 9  à 15 ans, ces jeunes appelés « Cadets de Mafeking » s’engagèrent et reçurent une once de formation militaire (ne pas être à découvert, obéir, porter un uniforme) et leurs qualités physiques (vitesse, réflexe) furent améliorées par des jeux et une émulation. Baden-Powell en fit une unité d’éclaireurs (scout en anglais). C'est ce terme « éclaireurs » que Baden-Powell utilisera 8 ans plus tard, lorsqu'il lancera le scoutisme. Les missions les plus dangereuses nécessitant de traverser les lignes ennemies restèrent confiées aux coureurs indigènes.
Après la fin du siège, Baden-Powell rentra au Royaume-Uni où il mit en place les fondements du mouvement scout.

## Le siège de Mafeking et l’histoire philatélique
Le service postal continua de fonctionner à Mafeking pendant la durée de siège : les coureurs indigènes se chargeant de passer le courrier officiel et privé à travers les lignes ennemies. Le courrier à l’intérieur de la ville posait moins de difficultés.
Cependant, lorsque Baden-Powell créa son unité de jeunes éclaireurs, il leur assura des primes dont le financement était assuré par une augmentation de l’affranchissement postal. Or, en état de siège, le stock de timbres est limité. Déjà, des timbres du cap de Bonne-Espérance et du Royaume-Uni (servant dans le protectorat du Bechuanaland) furent surchargés « Mafeking Besieged » (« Mafeking assiégée » en français).
Le photographe de la ville accepta d’utiliser son papier photographique pour émettre des timbres, une fois qu’un coureur eut rapporté des lignes britanniques le ferrocyanure de potassium nécessaire pour rendre sensible ce papier.
Baden-Powell refusa d’utiliser le portrait de la reine Victoria pour une simple émission locale de circonstance. Pour le 1 penny, on décida de photographier sur son vélo le sergent-chef Warner Goodyear, 13 ans et chef des scouts. Pour le 3 pence, le photographe se servit d’un cliché de Baden-Powell en uniforme avec un chapeau à bord retroussé (ce choix ne fut accepté par l’intéressé que parce que le tirage avait déjà commencé sur l’ordre de ses officiers, et ce afin d'éviter le gaspillage de papier).
Ces deux photographies furent transformées en maquettes de timbres par le docteur Will Hages dont les initiales figurent sur les timbres. Les maquettes furent photographiées et réduites. Les timbres furent tirés par feuilles de 12 sur le papier au ferrocyaniure de potassium. Ils furent ensuite encollés et perforés.
Le 9 avril 1900, le colonel Baden-Powell en autorisa la vente sous certaines conditions : l’expéditeur doit présenter ses lettres ; l’envoi est limité à une lettre par jour et par personne.
Ils cessèrent d’être utilisés après la fin du siège et la libération de la région par les troupes britanniques en mai 1900.
Le 1 penny fut tiré à 9 476 exemplaires et le 3 pence à 9 108 exemplaires avec deux formats. Il fut très rare sur les lettres car beaucoup de courriers furent saisis par les Boers[réf. nécessaire].
Une monnaie de siège fut aussi émise[réf. nécessaire].